# Kevin Doyle (acteur)
Kevin Doyle est un acteur britannique, né en 1960 à Scunthorpe au Lincolnshire.

## Filmographie

### Cinéma
- 1996 : A Midsummer Night's Dream : Demetrius
- 2002 : A Social Call : l'homme dans la voiture
- 2004 : Rochester, le dernier des libertins : le gendarme
- 2008 : Good : le commandant
- 2019 : Downton Abbey de Michael Engler : Joseph Molesley
- 2022 : Downton Abbey 2 : Une Nouvelle Ère de Simon Curtis : Joseph Molesley
- 2025 : Downton Abbey 3 de Simon Curtis : Joseph Molesley

### Télévision
- 1984 : Sharing Time : (1 épisode)
- 1984 : Shine on Harvey Moon : l'homme dans le club (1 épisode)
- 1985 : Blott on the Landscape : le serveur (1 épisode)
- 1986 : Auf Wiedersehen, Pet : Sergent Laurence (1 épisode)
- 1994 : Le Fléau : Sarge (2 épisodes)
- 1994-2009 : The Bill : David Coles, Brendan Lawler, D.C. Travis et M. Wates (5 épisodes)
- 1997-1999 : The Lakes : John Fisher et John Parr (13 épisodes)
- 1998-2008 : Affaires non classées : Christopher Andrews et Martin Evans (3 épisodes)
- 1999 : Holby City : Simon Harwood (3 épisodes)
- 1999 : Badger : Inspecteur David Armitage
- 2000 : North Square : Juge Michael Arbuthnot (2 épisodes)
- 2000-2003 : At Home with the Braithwaites : Mike Hartnoll (9 épisodes)
- 2003 : Murphy's Law : Richard Mooney (1 épisode)
- 2003 : The Eustace Bros. : Ian Wardinski (1 épisode)
- 2004 : Down to Earth : Colin Drake (1 épisode)
- 2004 : Family Business (1 épisode)
- 2004 : Blue Murder : Larry (1 épisode)
- 2004 : Blackpool : Steve (6 épisodes)
- 2004-2009 : Casualty : Barry Ricks, Alan Callerton de Dennis Tooms (4 épisodes)
- 2004-2011 : Inspecteur Barnaby : Paddy Powell et Ferdy Villiers (2 épisodes)
- 2005 : The Rotters' Club : Colin Trotter
- 2005 : Big Dippers : Norman
- 2005 : The Last Detective : Alan Kingwell (1 épisode)
- 2005 : Afterlife : Ray Tufnell (1 épisode)
- 2005 : The Brief : Will Browning (1 épisode)
- 2005 : Hercule Poirot : Inspecteur Morton (1 épisode)
- 2006 : Vie sauvage : Richard Chapman (1 épisode)
- 2006 : Brief Encounters : Mark Deary (1 épisode)
- 2006-2007 : Drop Dead Gorgeous : Howard Crane (9 épisodes)
- 2007 : Foyle's War : Michael Richards (1 épisode)
- 2007 : Inspecteurs associés : Adam Bolt (2 épisodes)
- 2007 : The Royal : Ralph Fleming (1 épisode)
- 2007 : Journal intime d'une call girl : Lewis (1 épisode)
- 2007 : Heartbeat : Anthony Barlow (1 épisode)
- 2008 : Scotland Yard, crimes sur la Tamise : Keane (1 épisode)
- 2008 : Holby Blue : Sean Burrows (3 épisodes)
- 2008 : Inspecteur Gently : Robert Stratton (1 épisode)
- 2009 : Les Tudors : John Constable (3 épisodes)
- 2009 : Sleep with Me : Stronson
- 2009 : Paradox : Harry Phelps (1 épisode)
- 2010 : Survivors : M. Stevens (1 épisode)
- 2010 : Vexed  Andrew Bridgley (1 épisode)
- 2010 : Londres, police judiciaire : Paul Darnell (1 épisode)
- 2010 : Little Crackers : Dick (1 épisode)
- 2010-2015 : Downton Abbey : Joseph Molesley (28 épisodes)
- 2011-2012 : Scott & Bailey : Geoff Hastings (5 épisodes)
- 2012 : Secrets and Words : M. Edwards (1 épisode)
- 2012 : Accused : Ferris (1 épisode)
- 2012 : Room at the Top : M. Thompson (2 épisodes)
- 2012 : Flics toujours (New Tricks) : David Kemp (1 épisode)
- 2013 : Playhouse Presents (1 épisode)
- 2013 : Hawaii 5-0 : Dave Parsons (1 épisode)
- 2014 : The Ark
- 2014 : The Crimson Field : Roland Brett
- 2015 : Happy Valley, saison 2 : John Wadsworth
- 2016 : Paranoïd , le détective fantôme
- 2019 : Meurtres au paradis, saison 8 : Terry Brownlow (épisode 3)
- 2021 : The Witcher, saison 2 : Ba'ilan (épisode 4)